# Нуньес де Прадо, Мигель
Миге́ль Ну́ньес де Пра́до (исп. Miguel Núñez de Prado y Susbielas; 30 марта 1882, Монтилья — 24 июля 1936, Памплона) — испанский военачальник, генерал.

## Военная служба
Получил военное образование, первоначально был кавалерийским офицером. Участвовал в Рифской войне (колониальной войне Испании в Марокко), 15 мая 1912 был ранен в успешном для испанцев бою с марокканцами и был произведён в капитаны. Командовал в чине подполковника марокканскими стрелковыми частями (Las Fuerzas Regulares Indigenas) в Мелилье. За храбрость в боях был награждён личной Военной медалью. Уже будучи старшим офицером, получил квалификацию лётчика. В период диктатуры генерала Примо де Риверы участвовал в республиканском заговоре. В 1926—1931 был губернатором Испанской Гвинеи (нынешняя Экваториальная Гвинея), что можно рассматривать как почётную ссылку.
После провозглашения республики был одним из наиболее верных ей военачальников, входил в состав масонской ложи и Военного республиканского антифашистского союза. В феврале 1936 в чине генерала он был генеральным директором полиции, и в этом качестве вместе с генеральным директором Гражданской гвардии генералом Посасом противостоял планам начальника Генерального штаба генерала Франсиско Франко с помощью военного переворота предотвратить приход к власти победившего на парламентских выборах Народного фронта.

Новое правительство назначило Нуньеса де Прадо генеральным директором аэронавтики (под его руководством находились военная и гражданская авиация). Игнасио Идальго де Сиснерос, будущий генерал и командующий республиканской авиацией во время гражданской войны 1936—1939 писал в своих мемуарах: 

Несколько слов хочу сказать о генерале Нуньесе де Прадо, профессиональном военном, мало известном среди республиканцев, несмотря на то что отдал жизнь за республику. Дон Мигель Нуньес де Прадо… сделал блестящую военную карьеру и пользовался заслуженным авторитетом в армии. Он участвовал в войне в Марокко и был известен как храбрый и гуманный человек… Нуньес де Прадо не принадлежал ни к одной из политических партий, но был человеком прогрессивных взглядов, готовым всеми силами бороться за республику… Нуньес де Прадо был убеждён, что в подготовке восстания против республики принимают участие многие генералы и офицеры; положение серьёзное; однако, если принять быстрые и энергичные меры, можно одним ударом пресечь вражеские козни.

## Борьба против военного заговора
Вскоре после своего назначения Нуньес де Прадо представил военному министру первые предложения о необходимости увольнения антиреспубликански настроенных офицеров ВВС, однако они были приняты лишь частично, чем генерал был крайне возмущён. Во время выступления националистов 17 июля 1936, положившего начало гражданской войне, он сыграл большую роль в обеспечении лояльности основной части ВВС республиканским властям. В тот же день он связался со всеми начальниками аэродромов (исключая уже занятый националистами аэродром в Мелилье) и дал им чёткие инструкции. Кроме того, он лично провёл инспекцию всех трёх аэродромов Мадрида, приняв меры для предотвращения любой попытки антиправительственного выступления.
На рассвете 18 июля правительство назначило энергичного дивизионного генерала Мигеля Нуньеса де Прадо генеральным инспектором авиации, поручив ему возглавить подавление выступления националистов. Первоначально он намеревался вылететь в Марокко, но, получив информацию, что оно уже занято восставшими, направился в Сарагосу для переговоров с дивизионным генералом Мигелем Кабанельясом, позиция которого на тот момент была недостаточно ясна сторонникам правительства. Нуньес де Прадо намеревался убедить его выступить в поддержку республики.

## Гибель
Кабанельяс был участником заговора; во время встречи с ним Нуньес де Прадо был арестован и помещён под стражу в здание военной академии. Позднее он был отправлен в Памплону в распоряжение одного из лидеров военного выступления генерала Эмилио Молы и там расстрелян. Вместе с ним были расстреляны его адъютант майор Франсиско Леон Лопес, секретарь и члены экипажа самолёта, доставившего генерала в Сарагосу.